# Шилова (Свердловская область)
Шилова — деревня в Каменском районе Свердловской области России. Входит в Каменский муниципальный округ.
Ранее входила в состав Маминского сельсовета Каменского района.

## География

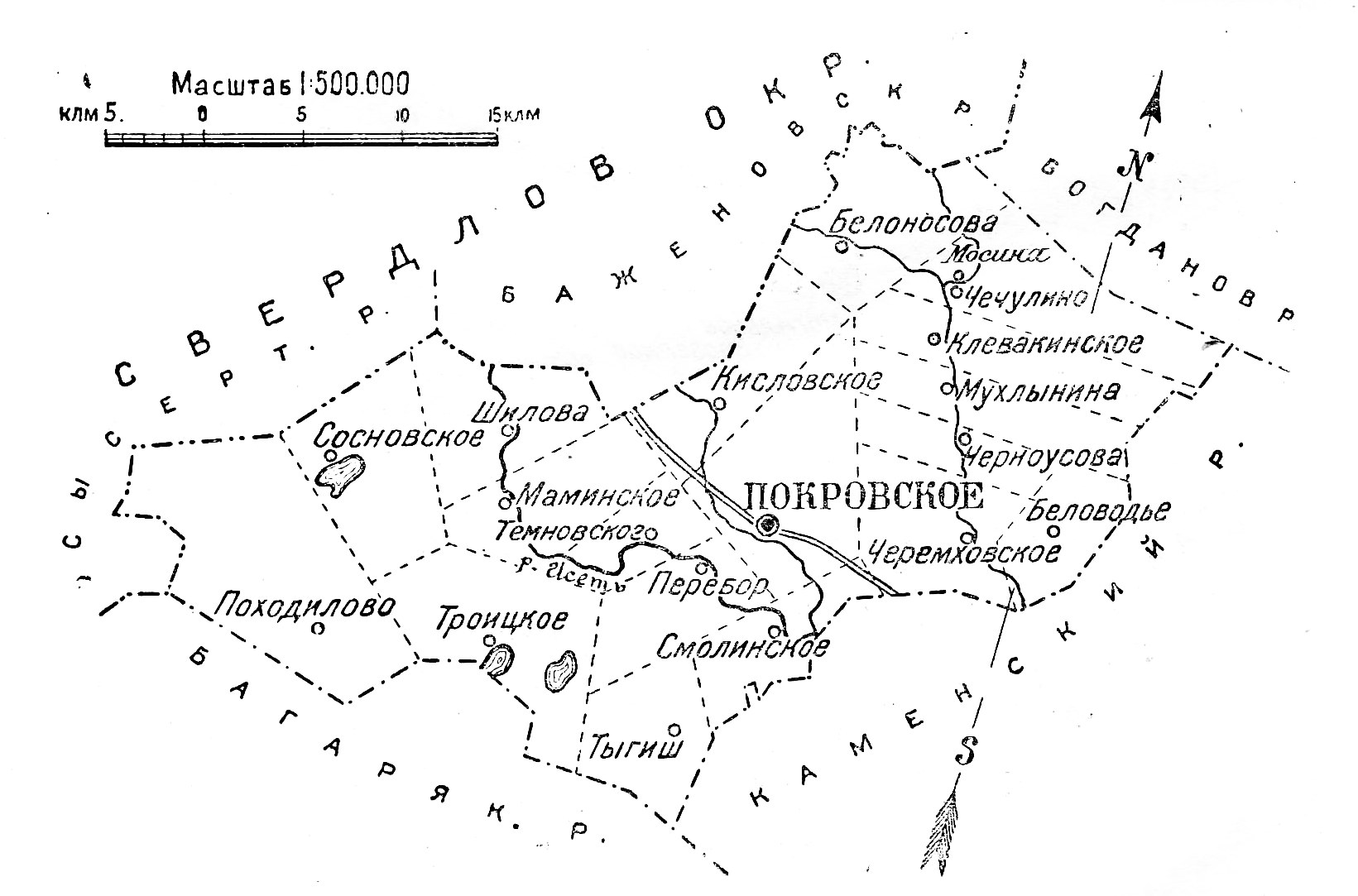
Шилова на схеме Покровского района; 1928 год

Деревня Шилова расположена в 32 километрах к западу от города Каменска-Уральского (в 38 километрах по автодороге), в 80 километрах к юго-востоку от Екатеринбурга, на обоих берегах реки Исети. Через деревню по реке проходят сплавческие маршруты к порогу Ревуну. В деревне имеется разрушенный автомобильный мост, а в окрестностях деревни — Дом отдыха, детские лагеря. Относится к Маминской сельской администрации.
Левобережная часть деревни Шиловой соединена полевой дорогой с автомагистралью Екатеринбург — Курган. Правобережная часть соединена дорогой с соседним селом Маминским. Через него проходит дорога, соединяющая автомагистрали Екатеринбург — Курган и Екатеринбург — Челябинск.

## История

### Шилово-Исетский рудник
На территории местного Дома отдыха рядом с бывшим рудником в 2003 году был установлен памятный знак с надписью: «Здесь в медных рудах Шилово-Исетского рудника в мае 1744 года горный ученик Леонтий Лаврентьевич Пигалёв (ум. 1747) открыл самородное золото, первое на Урале и в России, добыча которого началась в ноябре 1745 года». Добыча на месторождении велась в 1745—1756 годах.

## Население
| 1904 | 1926 | 2002 | 2010 | 2021 |
| ---- | ---- | ---- | ---- | ---- |
| 726  | ↗875 | ↘286 | ↘247 | ↘237 |

Структура
- По данным на 1904 год, в деревне было 138 дворов с населением 726 человек (мужчин — 368, женщин — 358), все русские[7].
- По данным переписи 2002 года, русские составляли 92 % жителей деревни Шиловой[8]. По данным переписи населения 2010 года, в деревне проживали 247 человек — 120 мужчин и 127 женщин[9].